# Библисайм
Библиса́йм (фр. Biblisheim) — коммуна на северо-востоке Франции в регионе Гранд-Эст (бывший Эльзас — Шампань — Арденны — Лотарингия), департамент Нижний Рейн, округ Агно-Висамбур, кантон Рейшсоффен. До марта 2015 года коммуна административно входила в состав упразднённого кантона Вёрт (округ Висамбур).
Площадь коммуны — 2,24 км², население — 363 человека (2006) с тенденцией к снижению: 332 человека (2013), плотность населения — 148,2 чел/км².

## Население
Население коммуны в 2011 году составляло 337 человек, в 2012 году — 336 человек, а в 2013-м — 332 человека.
| 1962 | 1968 | 1975 | 1982 | 1990 | 1999 | 2006 | 2008 | 2011 | 2012 | 2013 |
| ---- | ---- | ---- | ---- | ---- | ---- | ---- | ---- | ---- | ---- | ---- |
| 254  | 242  | 252  | 244  | 339  | 372  | 363  | 371  | 337  | 336  | 332  |

Динамика населения:

## Экономика
В 2010 году из 245 человек трудоспособного возраста (от 15 до 64 лет) 188 были экономически активными, 57 — неактивными (показатель активности 76,7 %, в 1999 году — 74,1 %). Из 188 активных трудоспособных жителей работали 176 человек (94 мужчины и 82 женщины), 12 числились безработными (5 мужчин и 7 женщин). Среди 57 трудоспособных неактивных граждан 15 были учениками либо студентами, 25 — пенсионерами, а ещё 17 — были неактивны в силу других причин.

## Достопримечательности (фотогалерея)

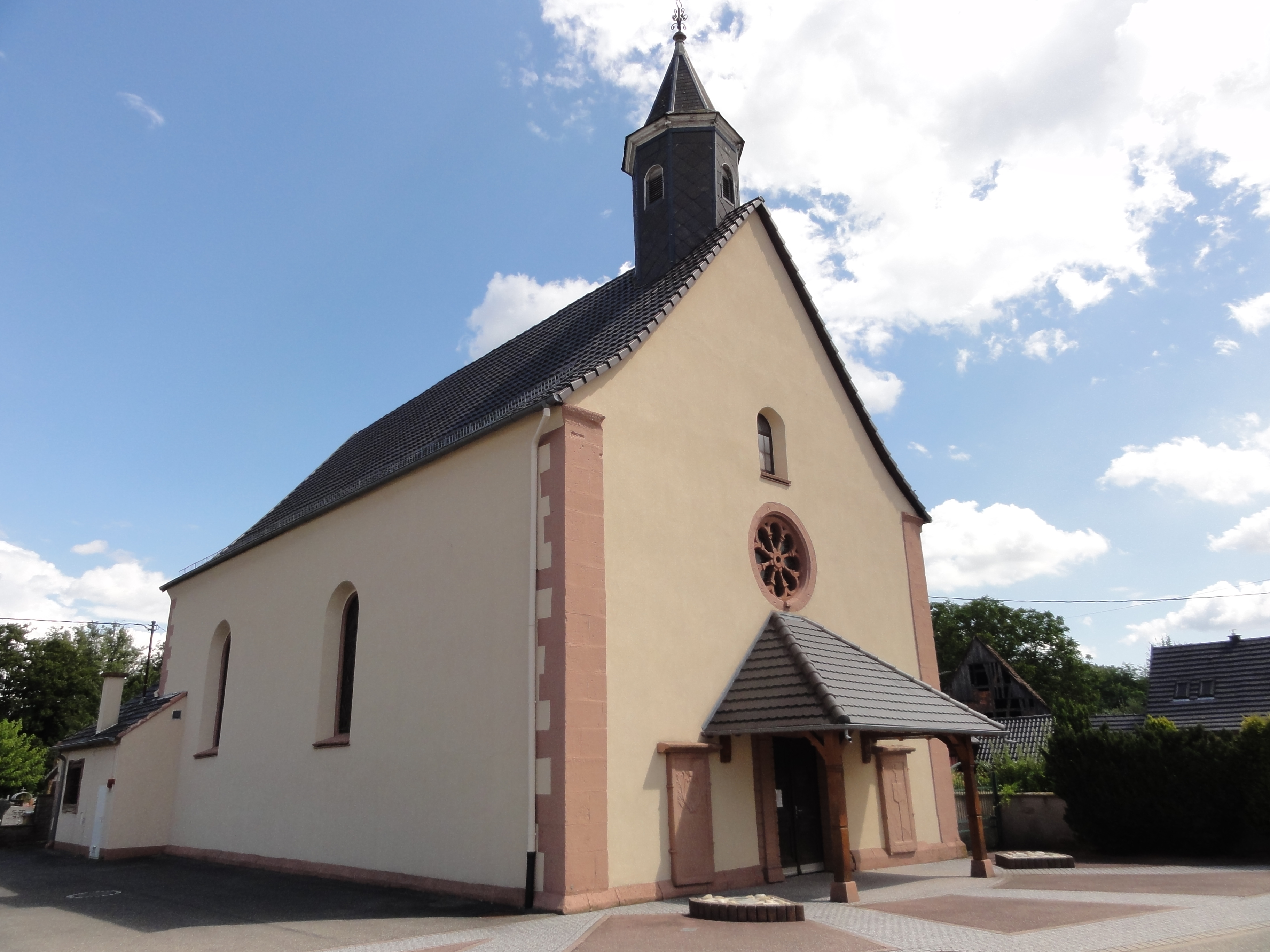
Церковь